# スタッフ (企業)
スタッフ株式会社（英：STAF Corporation）は、日本のアンテナ及び高機能ヒンジなどを設計・販売する電気部品メーカー。

## 概要
小型端末向けの業務用アンテナ及び高機能ヒンジなどを設計販売する電子部品メーカーである。1991年（平成3年）8月8日設立。
ファブレスメーカーであり、協力会社のTKR（中国東莞）及びホクシンエレクトロニクス（秋田市）等で生産する。

## 製品
- 業務無線用アンテナ
- 自動車用アンテナ
- 携帯電話用デジタルテレビ用アンテナ
- IoT/M2M用アンテナ
- 携帯電話・小型端末用組み込みアンテナ
- フレキシブルディスプレイ用フォルダブルヒンジ
- 携帯電話用ワンタッチオープンヒンジ
- 小型端末用充電ケーブル